# Chelsea Kane
Chelsea Kane Staub, dite Chelsea Kane, née le 15 septembre 1988 à Phoenix, en Arizona est une actrice, mannequin, chanteuse, danseuse et actrice de doublage américaine.
Elle est surtout connue pour avoir joué le rôle de Stella Malone dans la série Disney Channel, Jonas L.A. (2009-2010), le rôle de Tara Richards dans la série dramatique, Les Frères Scott (2012), et le rôle de Riley Perrin dans la sitcom, Baby Daddy (depuis 2012).
Elle est également reconnue pour doubler la voix du personnage, Bea Goldfishberg, dans la série animée Ça bulle ! (2010-2014), et pour avoir participé à l'émission, Dancing with the Stars, en 2011.

## Biographie

### Enfance
Née à Phoenix, en Arizona, Chelsea est la fille unique de John et de Becky Staub. Elle est diplômée du lycée Valley Youth de Phoenix.

### Carrière
Chelsea a lancé sa carrière d'actrice en 2001, à l'âge de 13 ans, en jouant dans le court-métrage, The Failure of Pamela Salt. Elle est ensuite apparue dans les séries Cracking Up, Listen Up!, Summerland, ainsi que dans le téléfilm, Arizona Summer. En 2007, à l'âge de 19 ans, elle a eu son premier grand rôle, celui de Meredith Baxter Dimly, dans Bratz : In-sé-pa-rables !, où elle interprète deux chansons pour la bande originale du film. En 2008, elle a joué le rôle principal dans le Disney Channel Original Movie, Minutemen : Les Justiciers du temps. La même année, elle est apparue dans Les Sorciers de Waverly Place, ainsi que dans le film, Starstruck (2010).
En 2009, elle obtient le rôle de Stella Malone dans la série Disney Channel, Jonas L.A., aux côtés des Jonas Brothers et de Nicole Anderson. La série s'est terminée en octobre 2010, au bout de deux saisons. Entre 2010 et 2014, Chelsea a doublé la voix du personnage, Bea Goldfishberg, dans la série animée Ça bulle !.
En 2010, elle a tourné dans une web-série, The Homes, écrite et réalisé par l'acteur, John Cabrera. La web-série est diffusée sur le site Internet, Lockerz, depuis le 27 janvier 2011. En mars 2011, Chelsea a participé à l'émission, Dancing with the Stars, dont son partenaire était Mark Ballas. Ils sont allés jusqu'en finale et ont fini troisième, derrière Hines Ward et Kirstie Alley.
En 2012, elle a joué dans cinq épisodes de la neuvième saison des Frères Scott, où elle incarnait le rôle de Tara Richards, la petite amie de Chris Keller (interprété par Tyler Hilton) qui le trompe avec Chase Adams (interprété par Stephen Colletti). Depuis mai 2012, elle joue le rôle de Riley Perrin, l'un des personnages principaux, dans la sitcom, Baby Daddy. 
En 2013, Chelsea joue l'un des rôles principaux dans le téléfilm Chante, danse, aime aux côtés de Sara Paxton et Drew Seeley.

### Vie privée
En 2008, Chelsea est brièvement sortie avec Joe Jonas, membre des Jonas Brothers. Par la suite, elle a fréquenté l'acteur, Steven R. McQueen, pendant plus de deux ans (2007-2009),. Après avoir fréquenté l'acteur, Jake Johnson, en 2009, et Brian Dales entre 2009 et 2010, Chelsea a été en couple avec l'acteur, Stephen Colletti, de mars 2011 à mai 2013,
,,
. Elle aurait fréquenté Derek Theler, son partenaire dans Baby Daddy, de mai 2013 à avril 2014.
Sa meilleure amie est Nicole Anderson.
En 2011, alors que Chelsea participe à l'émission familiale Dancing with the Stars, un scandale éclate : une vidéo circule sur Internet, où l'on verrait Chelsea et ses co-stars de la série Jonas L. A. consommer de la cocaïne. Chelsea a démenti être la personne filmée sur la dite vidéo. Son partenaire dans l'émission, Mark Ballas, l'a épaulée pendant ce scandale

## Filmographie

### Cinéma
- 2003 : Arizona Summer : Carol
- 2007 : Bratz : In-sé-pa-rables ! (Bratz) : Meredith Dimly

### Télévision
- 2004 : Cracking Up (série télévisée) : Nora
- 2004 : Summerland (série télévisée) : Sharon
- 2004 : Listen Up (série télévisée) : Une jeune fille
- 2007 : Les Sorciers de Waverly Place (Wizards of Waverly Place) (série télévisée) : Kari Langsdorf
- 2008 : The Bill Engvall Show (série télévisée) : Erica
- 2008 : Minutemen : Les Justiciers du temps (Minutemen) (Téléfilm) : Stephanie Jameson
- 2009 - 2010 : Jonas (série télévisée) : Stella Malone
- 2010 : Starstruck, Rencontre avec une Star (Starstruck) (Téléfilm) : Alexis Bender
- 2010 - actuellement : Ça bulle ! (Fish Hooks) (série télévisée) : Bea (voix)
- 2011 : Dancing with the Stars (Émission télé) : Elle-même
- 2011 : Sketches à gogo ! (So Random!) (série télévisée) : Elle-même
- 2011 : The Homes (WebSérie) : Annie
- 2011 : Fashion Police (Émission télé) : Elle-même
- 2012 : Les Frères Scott (One Tree Hill) (série télévisée) : Tara Richards
- 2012 - 2017 : Baby Daddy (série télé) : Riley "fat pants" Perrin
- 2012 : Drop Dead Diva (série télé) : Paige McBride
- 2013 : Chante, danse, aime (Lovestruck The Musical) (téléfilm) : Jeune Harper/Debbie Hayworth
- 2014 : Au cœur de la tempête (Category 5) (téléfilm) : Victoria
- 2014 : Un fan inquiétant (Lighthouse) (téléfilm) : Ava Pierce
- 2015 : Rick et Morty (1 épisode) : Arthricia (voix)
- 2018 : Noël parfait pour couple imparfait (téléfilm): Joanna Moret
- 2020 : Ashley Garcia : géniale et amoureuse : Ava Germaine

- 2022 : 9-1-1 (saison 6) : Kameron

### Clips musicaux
- The Summer Set - Chelsea